# Ogoa luteola
Ogoa luteola är en fjärilsart som beskrevs av Erich Martin Hering 1926. Ogoa luteola ingår i släktet Ogoa och familjen tofsspinnare. Inga underarter finns listade i Catalogue of Life.